# Dedicato all'amore/Dillo a tuo padre
Dedicato all'amore/Dillo a tuo padre è l'ottantaduesimo singolo 45 giri di Peppino di Capri.

## Il disco
La canzone sul lato A fu presentata dal cantautore campano nella sua prima partecipazione al Festival di Sanremo 1967 in coppia con Dionne Warwick ma non andò in finale e non riscosse molto successo, tanto da non essere molto ricordata sia nella versione della cantante statunitense, sia in quella di Di Capri.
Il brano del lato B era già stato pubblicato alcuni mesi prima su LP ed è una traduzione del brano francese Vas a dir a ton pere di Paul Piot.

## Tracce
LATO A
- Dedicato all'amore (testo di Alberto Testa, musica di Daniele Pace e Dunnio)

LATO B
- Dillo a tuo padre (testo e musica originali di Paul Piot, testo italiano di Mario Cenci)

## Formazione
- Dedicato all'amore - Orchestra diretta dal maestro Vittorio Sforzi
- Dillo a tuo padre - Peppino di Capri e i suoi Rockers:
- Peppino di Capri - voce, pianoforte
- Mario Cenci - chitarra, cori
- Ettore Falconieri - batteria, percussioni
- Pino Amenta - basso, cori
- Gabriele Varano - sax, cori